# Roger Gardet
Roger Gardet, né le 15 avril 1900 à Épinal (Vosges) et mort le 27 février 1989 à Fréjus (Var), est un général de corps d'armée français, un des premiers militaires ralliés à la France libre durant la Seconde Guerre mondiale. Il est compagnon de la Libération et grand-croix de la Légion d'honneur.

## Biographie
Il préside le tribunal spécial qui prononce la condamnation à mort du général Jouhaud et de Jean Bastien-Thiry.

## Décorations
- Grand-croix de la Légion d'honneur par décret du 5 février 1969
- Compagnon de la Libération par décret du 23 juin 1943[3]
- Croix de guerre 1939–1945 (5 citations)
- Croix de guerre des Théâtres d'opérations extérieurs (2 citations)
- Médaille de la Résistance française avec rosette par décret du 24 avril 1946[4]
- Croix du combattant volontaire de la guerre de 1939–1945
- Croix du combattant volontaire de la Résistance
- Médaille coloniale
- Ordre du Service distingué (GB)
- Ordre de l'Empire britannique à titre civil  (GB)
- Distinguished Service Cross (USA)
- Grand croix de l'Ordre du Nichan el Anouar
- Grand officier de l'Ordre de l'Étoile d'Anjouan
- Grand officier de l'ordre du Nichan Iftikhar
- Commandeur de l'Étoile noire

## Œuvres
- général Roger Gardet, « La 1re DFL en Tunisie », Revue de la France libre, no 79,‎ 18 juin 1955 (lire en ligne).

#### Ouvrages
- François Broche, Jean-François Muracciole et Georges Caïtucoli, Dictionnaire de la France Libre, Paris, Robert Laffont, coll. « Bouquins », 2010, 1632 p. (ISBN 978-2-221-11202-1).
- Jean-Christophe Notin, 1061 Compagnons : histoire des Compagnons de la Libération, Paris, Perrin, 2000, 822 p. (ISBN 2-262-01606-2).
- Gabriel Bastien-Thiry, Plaidoyer pour un frère fusillé, Paris, Éditions de la Table ronde, 1966, 216 p..
- André Zeller, Journal d'un prisonnier : Le témoignage d'un des quatre généraux du putsch d'Alger, Éditions Tallandier, 2014, 608 p. (ISBN 979-10-210-0464-1, lire en ligne).
- Jean-Noël Jeanneney, Un attentat : Petit-Clamart, 22 août 1962, Seuil, 2016, 352 p. (ISBN 978-2-02-130155-7 et 2-02-130155-9, EAN 978-2-02130-155-7, lire en ligne).
- Bertrand Beyern, Guide des tombes d'hommes célèbres, Le Cherche-Midi, 2011, 385 p. (ISBN 978-2-7491-2169-7 et 2-7491-2169-8, EAN 978-2-74912-169-7, lire en ligne), p. 90.
- Jacques Isorni, Jusqu'au bout de notre peine, Éditions de la Table ronde, 1963, 262 p. (ISBN 978-2-7103-9550-8 et 2-7103-9550-9, EAN 978-2-71039-550-8, lire en ligne).
- Jérôme Estrada de Tourniel, « Roger Gardet : Le fidèle », dans Les combattants de l'aube: les Compagnons de la Libération d'origine lorraine, Éd. Serpenoise, 2014, 175 p. (ISBN 978-2-87692-956-2), p. 64-67.

#### Articles
- « Décès de Roger Gardet, ancien président de la cour militaire de justice », Le Monde,‎ 2 mars 1989 (lire en ligne).
- « Le général Gardet est nommé président de la Cour militaire de justice », Le Monde,‎ 19 juillet 1962 (lire en ligne).
- Jean-Claude Barbeaux, « De la Révolution et l'Empire à la France Libre, destins de généraux dolois », Hebdo 39 votre journal d'infos locales du Jura,‎ 17 juin 2019 (lire en ligne).
- Jérôme Estrada, « 75e anniversaire : le débarquement en Provence en six questions », L'Est républicain,‎ 15 août 2019 (lire en ligne).
- Jérôme Estrada, « Les Francs-Comtois et Lorrains de la 1re division française libre », L'Est républicain,‎ 17 août 2019 (lire en ligne).